# American Cancer Society

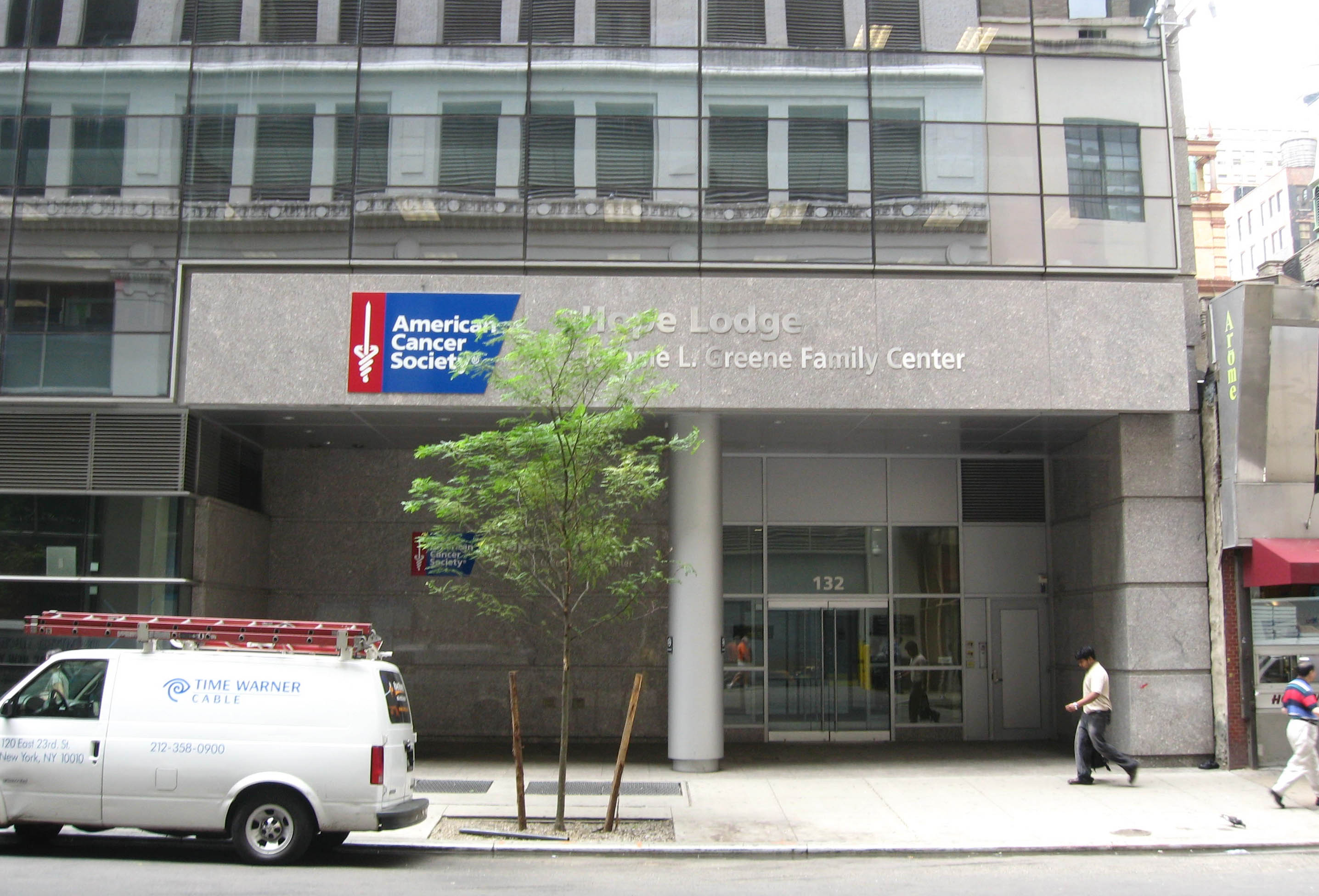
Sociedade Americana contra o cancer

A Sociedade Americana contra o Cancer (em inglês American Cancer Society) é uma organização voluntária de saúde a nível nacional dedicada a combater o cancro. Fundada em 1913, compõe-se de em onze capítulos geográficos de médicos e voluntários operando em mais de 900 escritórios ao longo e largo dos Estados Unidos. A sua sede principal está localizada no American Cancer Society Center em Atlanta, Georgia, nos Estados Unidos. A ACS publica as revistas Cancer, CA: A Cancer Journal For Clinicians e Cancer Cytopathology.